# 유니버설 캐리어
유니버설 캐리어(Universal Carrier)는 영국군의 수송전용 장갑차이다.

## 개요
영국은 1차대전이후 기동성에 큰 필요성을 느꼈다. 그중 하나가 바로 장갑차인데, 본래부터 장갑차의 필요성을 느꼈던 영국은 막상 2차대전이 일어나자 급급히 만들어 1940년에 이 장갑차를 채택하고 생산에 들어갔다.

## 활약
이 장갑차는 최대 수용인원이 12명이나 된다. 그러므로 많은 인원을 수용하고 갈 수 있기 때문에 호평을 받았지만 기동성이 독일의 장갑차에 비해 떨어진다는 소리도 많이 들었기에 됭케르크에서 대다수가 독일군에게 뺏기고 2500대 가량은 소련군에게 연합군 지원으로 주게 된다.

## 변형
- Mk. I

초기 기본 모델
- Mk. II

견인용 모델
- Wasp

화염방사기 장착 모델
- LP1 Carrier (오스트레일리아)

오스트레일리아 개발 버전의 브렌건 캐리어
- LP2 Carrier (오스트레일리아)

오스트레일리아 개발 버전의 유니버설 캐리어. 뉴질랜드에서도 제작
- 2 파운드 대전차포 캐리어 (오스트레일리아)

2파운드 대전차포 장착 모델
- 3 인치 박격포 캐리어 (오스트레일리아)
- T-16
- Fahrgestell Bren (e)

1940년도에 독일군에게 노획되어 37밀리미터 대전차포가 장착된 모델
- Panzerjäger Bren 731(e)

독일군에게 노획되어 팬저슈렉3개가  장착된 모델
- Praying Mantis
- CATI 90

## 참고 문헌
1. ↑  Fletcher, David (2005). 《Universal Carrier 1936-48 : the 'Bren Gun Carrier' story》. Oxford: Osprey. ISBN 1-84176-813-8.